# Jorge Horacio Medina
Jorge Horacio Medina (Buenos Aires, 27 de noviembre de 1952) es un médico e investigador en neurociencias argentino, especializado en la formación, expresión y persistencia de la memoria. Es profesor de la Universidad de Buenos Aires e Investigador Superior del CONICET.

## Trayectoria
Medina se graduó en 1976 de médico en la Facultad de Medicina de la UBA, recibiendo el diploma de honor. Allí mismo obtuvo su título de Doctor en neurociencias en 1982 bajo la dirección de Eduardo de Robertis. Obtuvo un premio de la facultad al mejor trabajo de tesis.
Fue Profesor titular de Fisiología en la UBA. También se desempeñ̟ó como Director de la maestría en Psiconeurofarmacología de la Universidad Favaloro.
Es investigador del CONICET desde 1983, llegando a la categoría de Investigador Superior en el 2000. Se desempeña en el Instituto de Biología Celular de la Facultad de Medicina de la UBA. Desde esa posición ha dirigido más de 22 tesis doctorales y ha sido autor de más de 330 trabajos científicos en revistas internacionales que tienen más de 12000 citaciones.

## Aportes
En un trabajo publicado en la revista científica Nature, demostraron en ratones que las memorias de corto y largo plazo comparten algunos mecanismos pero están reguladas por vías moleculares independientes. Por lo tanto es posible bloquear la memoria de corto plazo sin afectar la formación de memorias de largo plazo. En base a esto patentaron una droga que permitiría atenuar la formación de memorias displacenteras.

## Publicaciones
Selección de sus publicaciones más citadasː
- Izquierdo, I., & Medina, J. H. (1997). Memory formation: the sequence of biochemical events in the hippocampus and its connection to activity in other brain structures. Neurobiology of learning and memory, 68(3), 285-316.
- Bernabeu, R., Bevilaqua, L., Ardenghi, P., Bromberg, E., Schmitz, P., Bianchin, M., ... & Medina, J. H. (1997). Involvement of hippocampal cAMP/cAMP-dependent protein kinase signaling pathways in a late memory consolidation phase of aversively motivated learning in rats. Proceedings of the National Academy of Sciences, 94(13), 7041-7046.
- Bekinschtein, P., Cammarota, M., Igaz, L. M., Bevilaqua, L. R., Izquierdo, I., & Medina, J. H. (2007). Persistence of long-term memory storage requires a late protein synthesis-and BDNF-dependent phase in the hippocampus. Neuron, 53(2), 261-277.

## Premios y distinciones
- Premio Bernardo Houssay
- The King Baudouin Award (Suecia)
- Distinguished Lecturer in Neuroscience, Univ. New Orleans (USA)
- Becario Guggenheim

## Membresías
- Miembro de la Academia de Ciencias del Brasil
- Miembro de Academia de Ciencias de América Latina
- Miembro titular nacional de la Academia de Ciencias Médicas